# Pjana
Die Pjana (russisch Пья́на) ist ein 436 Kilometer langer linker Nebenfluss der Sura im europäischen Teil Russlands.

## Verlauf
Die Pjana entspringt in etwa 230 m Höhe im nordwestlichen Teil der Wolgaplatte unweit des Dorfes Werchneje Talysino im äußersten Südosten der Oblast Nischni Nowgorod, etwa 30 Kilometer nordwestlich der bereits in der benachbarten Republik Mordwinien gelegenen Kleinstadt Ardatow. Die Pjana durchfließt eine hügelige Landschaft zunächst in westlicher bis westnordwestlicher Richtung, im Oberlauf auf einem kurzen Abschnitt auf dem Territorium Mordwiniens, ansonsten auf der gesamten Länge in der Oblast Nischni Nowgorod. Beim einige Kilometer abseits des Flusses gelegenen Dorf Wad, gut 30 Kilometer nordöstlich der Stadt Arsamas wendet sich der Fluss scharf in eine fast entgegengesetzte östliche Richtung. Nach einem kurzen Abschnitt in nördlicher Fließrichtung mündet er schließlich gut 30 Kilometer nordöstlich von Sergatsch in den Wolga-Nebenfluss Sura, die dort die Grenze zur Republik Tschuwaschien markiert. Die Mündung ist nur knapp 70 Kilometer Luftlinie von der Quelle des Flusses entfernt.
Die Pjana durchfließt ein im Mittellauf enges, ab dem Richtungswechsel nach Osten zumeist weites, vielerorts sumpfiges Tal, in dem sie stark mäandriert und abschnittsweise mehrere Arme ausbildet. In Mündungsnähe erreicht die Pjana eine Breite von gut 50 Meter bei einer Tiefe von 1,5 Meter. Die Fließgeschwindigkeit beträgt dort 0,3 m/s.
Die Pjana hat keine größeren Nebenflüsse; die bedeutendsten sind Jeschat und Wadok von links und Pary von rechts. In Tal der Pjana und den umgebenden Hügelketten sind insbesondere am Ober- und Mittellauf Karsterscheinungen wie Höhlen und Dolinen verbreitet.

## Hydrologie
Das Einzugsgebiet des Flusses umfasst 8060 km².
Der mittlere jährliche Abfluss beträgt in Mündungsnähe 25 m³/s bei einem Minimum von 10 bis 12 m³/s und einem Maximum von bis zu 1500 m³/s. Von November bis April friert der Fluss zu.

## Nutzung und Infrastruktur
Die Pjana ist nur auf dem Unterlauf für kleinere Fahrzeuge schiffbar.
An der Pjana oder in ihrer Nähe liegen die Rajonverwaltungszentren Gagino, Wad, Perewos, Buturlino, Sergatsch und Pilna. Der Fluss wird zur Wasserversorgung und Bewässerung landwirtschaftlicher Flächen genutzt. Beim Dorf Itschalki am Mittellauf wurde Ende der 1940er-Jahre ein kleiner Stausee mit Wasserkraftwerk für die lokale Energieversorgung angelegt. Das Werk wurde in den 1990er-Jahren als alternative Energiequelle rekonstruiert und hat eine Leistung von 203 Kilowatt.
Ab dem Mittellauf bei Wad folgt dem Fluss bis fast zur Mündung bei Pilna die Eisenbahnstrecke Moskau – Kasan – Jekaterinburg, wobei sie ihn dreimal überquert. Bei Sergatsch wird er von der Regionalstraße R162 gekreuzt, die östlich von Nischni Nowgorod von der M7 abzweigt, über Knjaginino in den Südostteil der Oblast und weiter nach Porezkoje an der R231 führt, die in der Nachbarrepublik Tschuwaschien dem Lauf der Sura folgt.

## Geschichte
An der Pjana kam es am 2. August 1377 zur Schlacht an der Pjana, bei der ein russisches Heer unter dem Susdal-Nischni Nowgoroder Fürstensohn Iwan Dmitrijewitsch von Truppen der Blauen Horde unter Arab-Shah Muzaffar (in alten russischen Chroniken Arapscha genannt; tatarisch Ğərəpşah) vollständig aufgerieben wurde, was Letzteren den Weg zur Plünderung des Fürstentums Nischni Nowgorod und Einnahme von Rjasan freimachte. Nach der Überlieferung, die in der Troizki-Chronik des Sergius-Dreifaltigkeits-Klosters von 1408 festgehalten ist, wurden die russischen Truppen bei einem Trinkgelage überrascht, womit der Name des Flusses in Verbindung gebracht wird (russ. pjany für betrunken). Vermutlich ist er jedoch vom finno-ugrischen Wortstamm pien- für klein- abgeleitet.